# Ружница
Ружница (рум. Rujnița) — село в Окницком районе Молдавии. Наряду с сёлами Бырлэдень и Паладя входит в состав коммуны Бырлэдень.

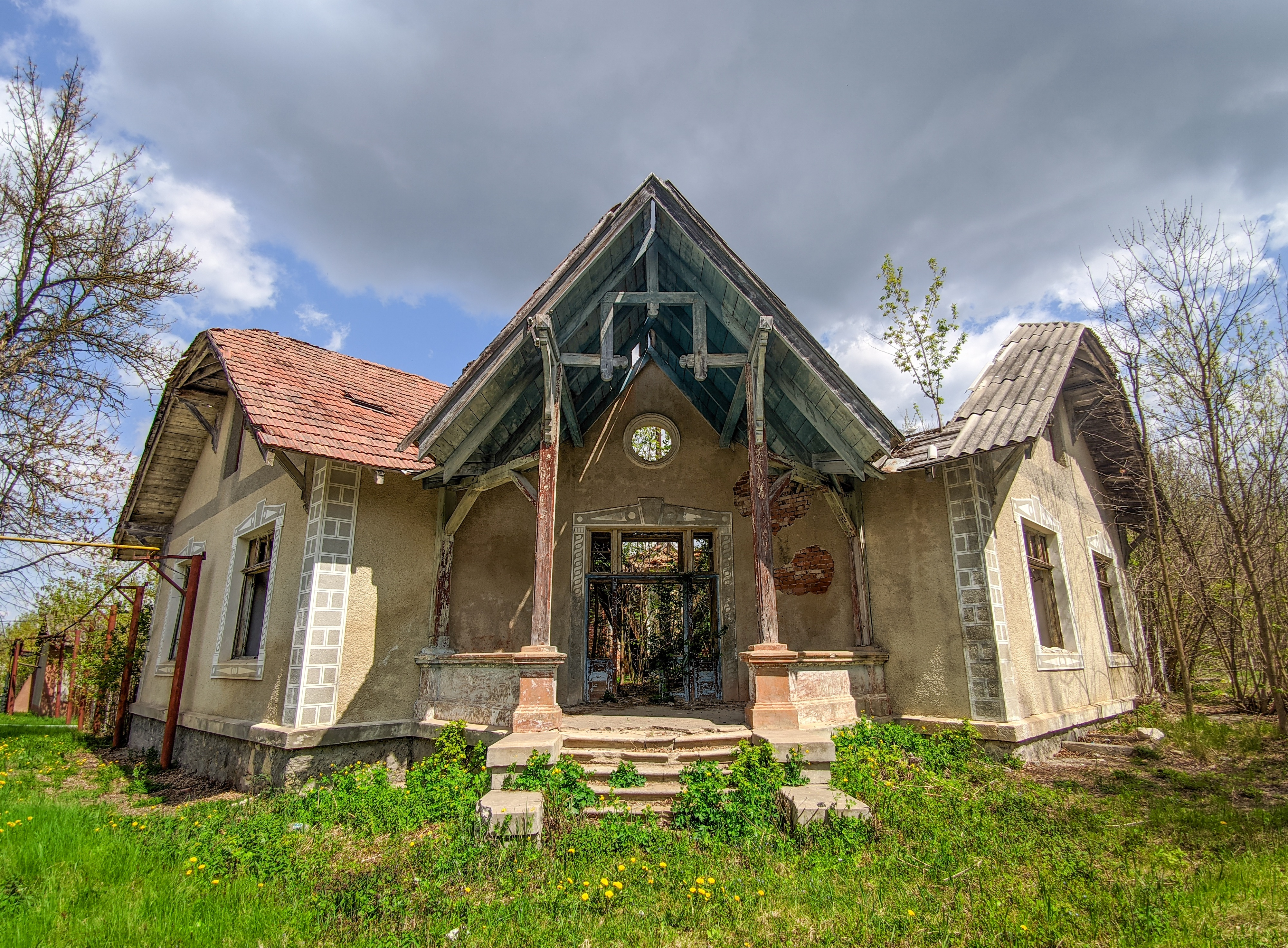
Усадьба Бибери

## География
Село расположено на высоте 200 метров над уровнем моря, у реки Чугур.

## Население
По данным переписи населения 2004 года, в селе Ружница проживает 1307 человек (599 мужчин, 708 женщин).
Этнический состав села:
| Национальность | Число жителей | Процентный состав |
| -------------- | ------------- | ----------------- |
| украинцы       | 884           | 67,64             |
| молдаване      | 343           | 26,24             |
| русские        | 51            | 3,9               |
| болгары        | 12            | 0,92              |
| гагаузы        | 6             | 0,46              |
| прочие         | 11            | 0,84              |
| Всего          | 1307          | 100 %             |

## Археология
К югу от Ружницы возле трансформаторной будки найдены три кургана. Насыпи разрушены, разровнены земляными работами и сейчас высота их около 0,5 м. К юго-востоку от села найден курган высотой около 5 м, сохранившейся в первоначальном виде. Он расположен около лесополосы, в урочище под названием Кругляк.